# Gentianella magellanica
Gentianella magellanica är en gentianaväxtart som först beskrevs av Charles Gaudichaud-Beaupré, och fick sitt nu gällande namn av Fabris. Gentianella magellanica ingår i släktet gentianellor, och familjen gentianaväxter. Inga underarter finns listade i Catalogue of Life.